# Laghetto Granieri
Il Laghetto Granieri è un lago di origine artificiale situato in provincia di Roma nell'area che si trova all'interno del bosco di Foglino a Nettuno.
Ha una forma allungata, è un'oasi naturale dove si possono ammirare varie specie di animali e piante. Si tengono anche gare di pesca sportiva e manifestazioni sportive in generale.

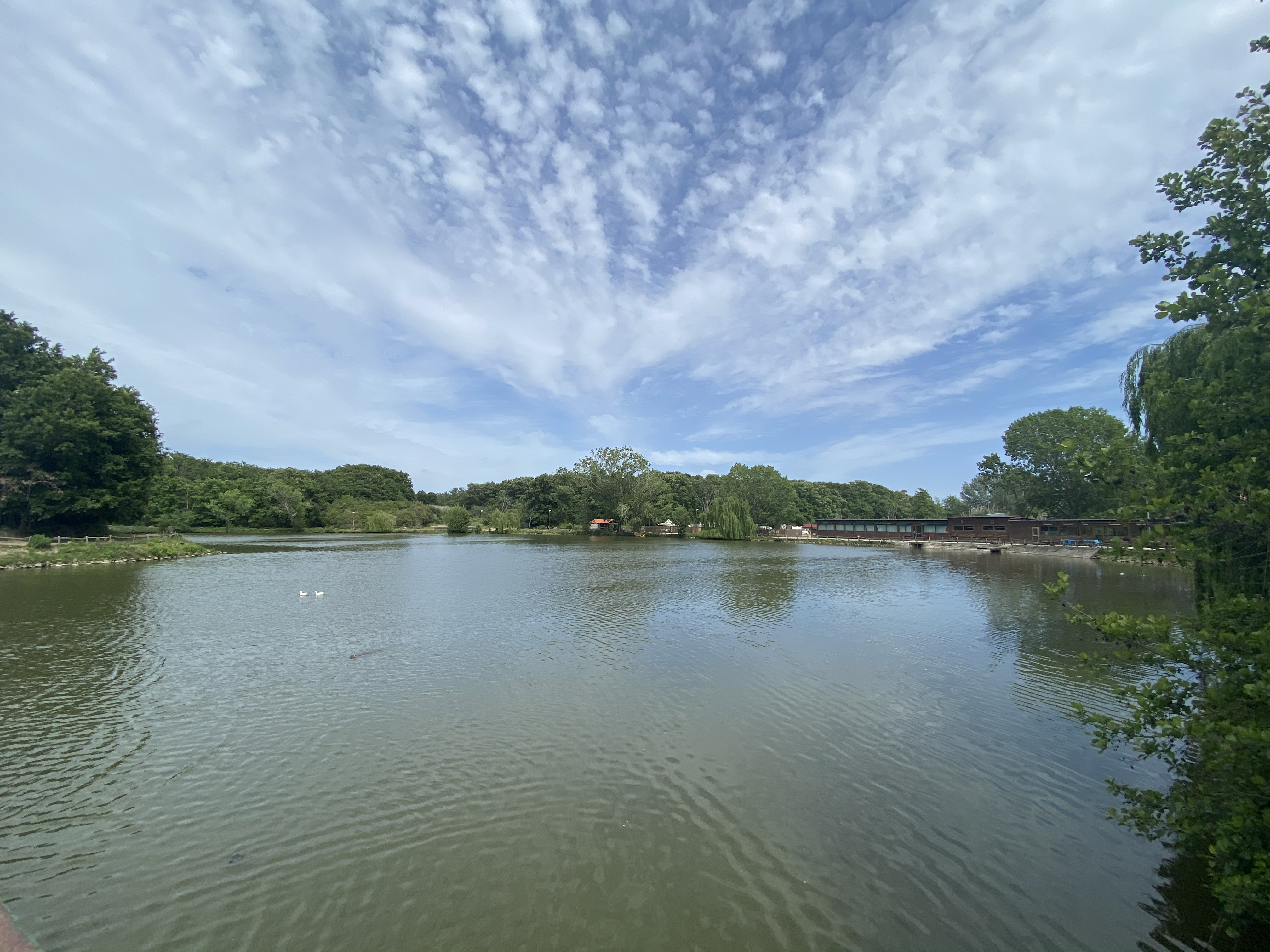
Vista del Laghetto sull'ingresso

## Flora
La flora del lago è composta da piante arboree che possono raggiungere altezze massime di 20-30 metri. Tra questi troviamo il cerro (Quercus cerris), il farnetto (Quercus Frainetto), alcuni esemplari di farnia (Quercus Robur), la roverella (Quercus pubescens), acero campestre (Acer campestre). 
Nelle zone umide del bosco lo strato arboreo è caratterizzato da ontano nero o comune (Alnus glutinosa), frassino meridionale (Fraxinus oxycarpa), carpino bianco (Carpinus betulus). 
Tra le piante arbustive il Laghetto è caratterizzato dalla presenza del biancospino comune (Crataegus monogyna), pero mandorlino (Pirus amygdaliformis), pero selvatico (Pyrus pyraster), melo selvatico (Malus sylvestris), nespolo comune (Mespilus germanica), ligustro (Ligustrum vulgare).
Il sottobosco è ricco di mirto comune (Myrtus comunis), rosa canina (Rosa canina), rovo (Rubus ulmifolius), berretta da prete (Euonymus europaeus), ginepro coccolone (Juniperus oxycedrus), erica da scope (Erica scoparia), erica arborea (Erica arborea) e lentisco (Pistacia lentiscus).

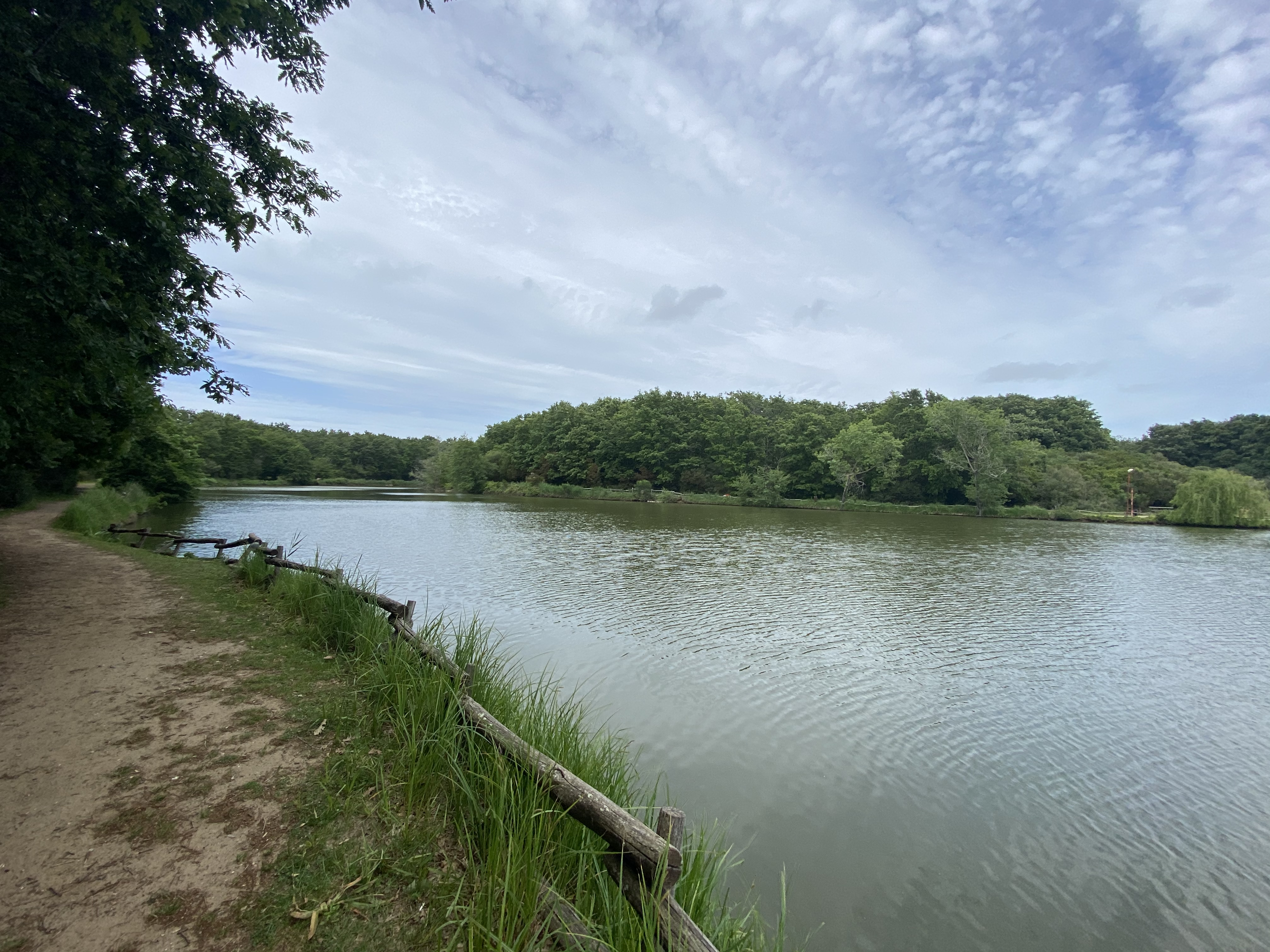
Laghetto Granieri lato nord

Nelle zone più umide invece si possono trovare il finocchio acquatico (Oenanthe pimpinelloides), la cicutaria (Oenante acquatica), il fragmiceto (Phragmites australis), l'iris giallo, (Iris pseudacorus) alcune specie di giunchi.

## Fauna
Per quanto riguarda invece la popolazione animale possiamo trovare all'interno delle acqua diverse specie ittiche tra cui carpe, carassi, pesci gatto, carpe koi e persici trota.Negli anni sono state introdotte anche alcune specie indigene come la gambusia, il persico sole e l'anguilla.
All’interno di tutta l'area naturale si possono trovare:
- alcune specie di Anfibi tra cui il tritone crestato (Triturus cristatus), la rana verde, la rana agile (Rana dalmatina), la raganella (Hyla arborea) e il rospo comune (Bufo bufo).

- alcune specie di Rettili tra cui la biscia dal collare (Natrix natrix), il ramarro (Lacerta viridis), la vipera comune (Vipera aspis), il biacco, la lucertola muraiola (Podarcis muralis) e la lucertola campestre (Podarcis sicula).

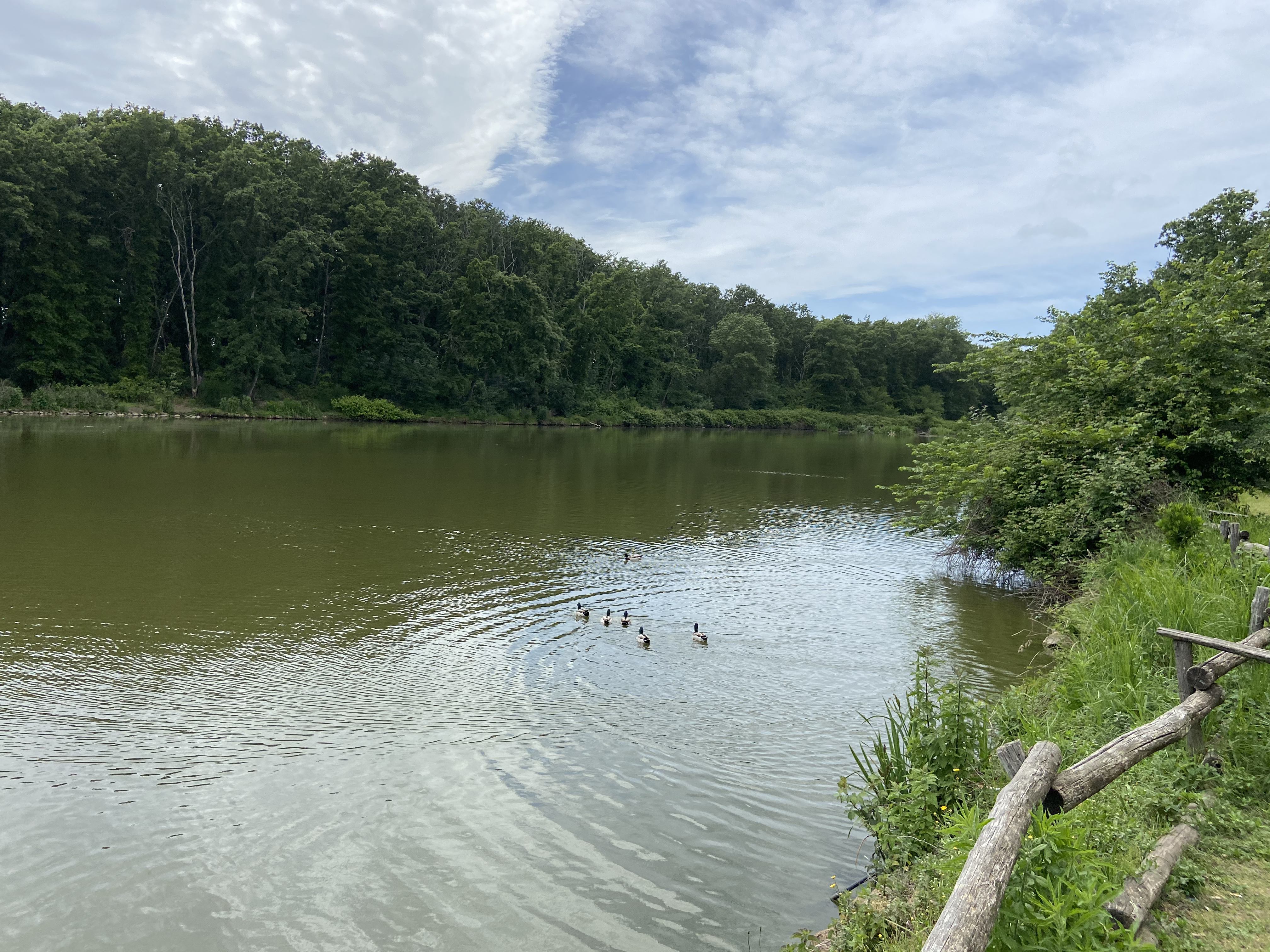
Vista lato ovest del Laghetto Granieri

- tra le specie ornitologhe si trovano numerose specie di Uccelli sia nidificanti sia di passo tra i quali la garzetta (Egretta garzetta), l'airone cenerino (Ardea cinerea), l'airone rosso (Ardea purpurea), il germano reale (Anas platyrhynchos), la marzaiola (Anas querquedula), il gheppio, la gallinella d'acqua (Gallinula chloropus), la folaga (Fulica atra), il beccaccino (Gallinago gallinago), la beccaccia (Scolopax rusticola), il torcicollo (Jynx torquilla)[4].